# CMT (televízióadó)
A CMT vagy eredetileg CMTV (Country Music Television) egy amerikai kábel és műholdas televíziós csatorna, melynek tulajdonosa a Viacom Global Entertainment Group. Ez volt az első országosan elérhető kábelcsatorna mely zenei műsorokat, és videóklipeket sugárzott.
A catorna eredetileg az country zenékre összpontosított, zenei videokat, koncerteket sugárzott. Jelenleg főleg eredeti valóságshowkat, filmeket is műsorra tűz. 2018 januárjától 92 millió amerikai háztartásban van jelen, de a Nielsen becsült adatai alapján 119,2 millió háztartásban, mely 76,9%-ában van jelen a CMT.

## Története

### Korai évek 1983-1991
A csatornát Glenn D. Daniels a Video World Productions tulajdonosa Hendersonvilleben, Tennesseben alapította. Ő volt egyben a csatorna programigazgatója, és első elnöke.
A csatorna 1983. március 5-én 18:19 órakor indult el. Az első videóklip az 1971-es Faron Young It's Four in the Morning című klipje volt. A következő nyáron az MTV védjegybitorlási pert indított a csatorna ellen, így az eredeti CMTV névből CMT lett.

### Gaylord évek 1991-1997
1991-ben az Opryland USA és tulajdonosa a Gaylord Entertainment Company 34 millió dolláros üzletben szerezte meg a csatornát. A csatornát a Robert Sillerman rádióállomás tulajdonosa és James Guercio lemezkiadó csapata adta el. Az Opryland USA a Gaylord tulajdonában volt, és a csatorna versenytársa a The Nashville Network volt.
1992 októberében a CMT elindította az első nemzetközi csatornáját a CMT Europe-t, a Sky Multichannels csomag részeként. 1998-ban az európai verzió 10 millió dollár veszteséget termelt, így az európai sugárzás 1998. március 31-én megszűnt. Gaylord úgy tervezte, hogy néhány műsort értékesítenek más európai csatornákra, de ezek soha nem történtek meg.
1994-ben Gaylord első nagy formátumváltozása abban nyilvánult meg, hogy számos új zenei műsort indított a csatornán, többek között a Big Ticket, a Jamin Country, a CMT Signature Series, CMT Delivery Room, és a CMT Top 12 Countdown. Azonban ezeket a műsorokat 2001-re végleg felszámolták.
1995-ben a CMT a kanadai művészek videóit levette műsoráról, hogy az amerikai művészekre összpontosítson, mivel Kanadában a New Country Network (Calgary) váltotta fel a csatornát. Végül 1996-ban a CMT a megállapodások után újra visszavette a kanadai művészek klipjeit, mivel sikerült megszereznie a New Country Network 20%-os tulajdonjogát a CMT átnevezésére.

### CBS / Viacom, 1997-napjainkig
1997-ben a CMT és TNN csatornákat eladták a Westinghouse-nak, majd a CBS tulajdonosa megvásárolta 1,5 milliárd dollárért. 1999-ben a Viacom megszerezte a CBS hálózatot a CMT és TNN tulajdonjogaival együtt, és ezek a csatornák az MTV Networks részeivé váltak. 2000-ben a Viacom megváltoztatta a TNN arculatát, végül átnevezte The National Network névre, és a Spike csatornát is átnevezte, végül 2018 januárjában a Paramount Network is átesett egy változáson. A CMT arculatát szintén átnevezték, és megjelentek a filmek, és sorozatok a zenei videók mellett. A zenei videók bemutatása folyamatosan csökkent, mivel elindult a CMT Pure Country csatorna. A CMT-n a zenei videókat leginkább a nappali órákban sugározták, hasonlóan az MTV, vagy VH-1 csatornákhoz. 2006. január 3-án a Viacom két részre oszlik, ennek jogutódja a CBS Corporation, a másik pedig az "új" Viacom, melyhez a CMT, Spike TV és MTV hálózatok tartoznak.
A videóklipek csökkenése ellenére a CMT 1999-ben az MTV Networks megszerzése óta jelentős nyereséget termelt. 2007-ben a csatorna több mint 83 millió otthonban volt elérhető. 2009-re a 88 milliót is elérte.
2012. április 4-én a csatorna műsorra tűzte első rajzfilmsorozatát, a Bounty Hunters címűt, majd megjelent a Trinity 911 10 epizódos dokuvígjáték, mely egy kis Texasi város rendőrségének mindennapjaiba tekint bele. Ezt a filmet később Big Texas Heat-nek nevezték el, és csupán 4 epizódot ért meg a csatornán.
2017 szeptemberében bejelentették, hogy elindul a csatornán az Adam DiVello által megformázott The Hills című sorozat, mely 2018. március 1-én debütált. A sorozat nyolc barátra összpontosít, akik Nashville-ben, egy zenekarban, a Jet Black Alley Cat-ben játszanak.

## Műsorok
A csatornán általános szórakoztató programok, filmek, valóságshow-k láthatóak, melyek nem kapcsolódnak az ország country zenei stílusához. A csatornán napi négy órás zenei blokkok láthatóak, melyek a korai reggeli órákban vannak műsoron, valamint hétvégén a Hot 20 Countdown slágerlista. A csatornán az éjszakai és reggeli órákban 6 órában láthatóak videóklipek.
A csatorna egyik legkedveltebb programja a CMT Music Awards díjkiosztó, mely különböző kategóriákban oszt ki díjakat a művészeknek. Ezt Nashville-ben, Tennessee államban rendezik meg.